# Néstor Garza
Néstor Gabriel Garza (* 24. November 1976 in Reynosa) ist ein ehemaliger mexikanischer Boxer im Superbantamgewicht. 

## Karriere
Am 18. Februar 1994 gab er erfolgreich sein Profidebüt. Am 2. Dezember 1998 wurde er Weltmeister der WBA, als er Enrique Sánchez durch einstimmige Punktrichterentscheidung schlug. Diesen Titel konnte er zweimal verteidigen und verlor ihn im April 2002 an Clarence Adams.
Im Jahre 2010 beendete er seine Karriere.